# Willoughby Wallace Hooper
Willoughby Wallace Hooper (* 1837 in London; † 21. April 1912 in Kilmington bei Axminster, England) war ein englischer Militärfotograf. Er wurde wegen seiner Fotografien von Burmesen und Indern während der britischen Kolonialzeit in diesen Ländern bekannt. Hooper trug wesentliches Bildmaterial für das ethnisch-rassistisch geprägte achtbändige Werk The People of India (erschienen 1868–1875) bei. Er nahm Porträts von verhungernden Menschen auf, die im Stil des bürgerlichen Familienfotos arrangiert waren. Seine Fotoplatten von indischen Tigerjagden zierten Straßenlaternen in England. 1886 geriet Hooper in die öffentliche Kritik, nachdem er die Hinrichtung von Gefangenen in Mandalay aufgenommen und veröffentlicht hatte.

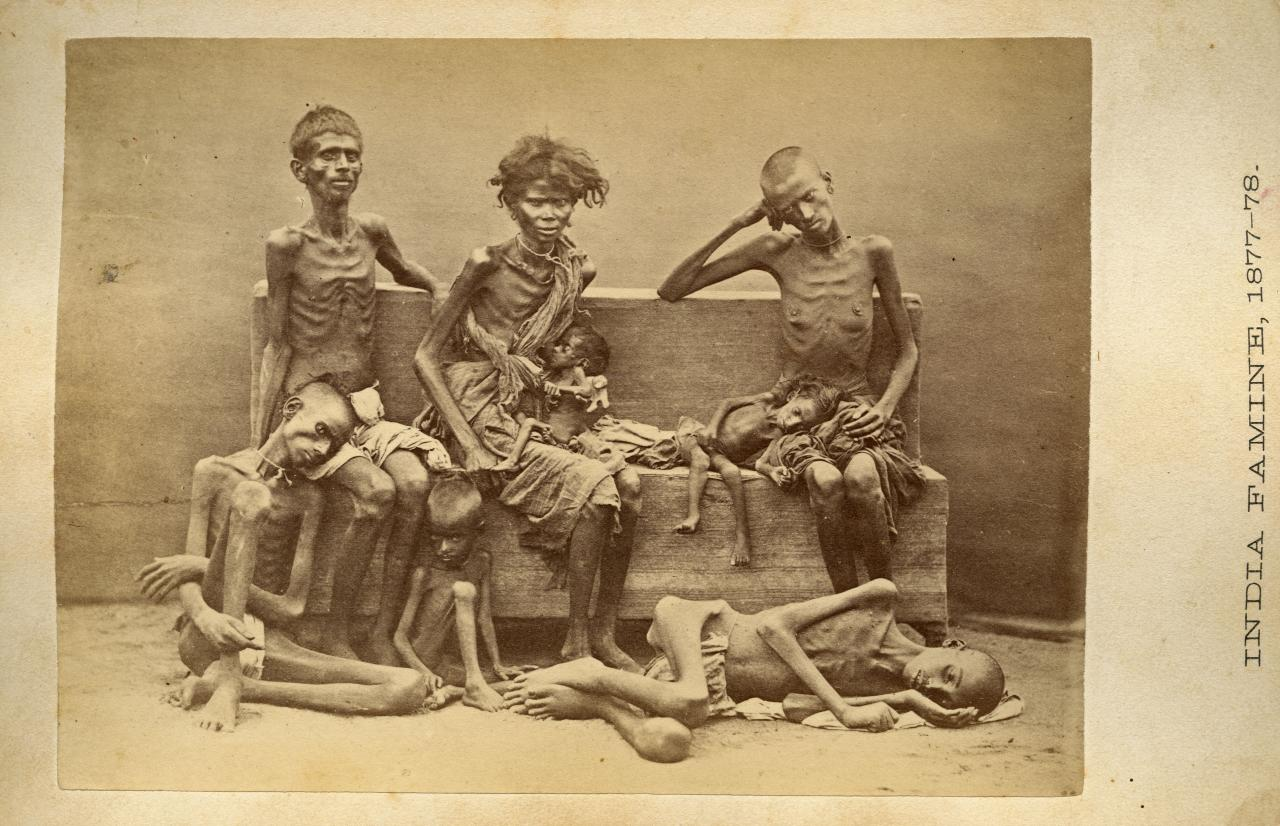
Opfer der Hungersnot von Madras, um 1877

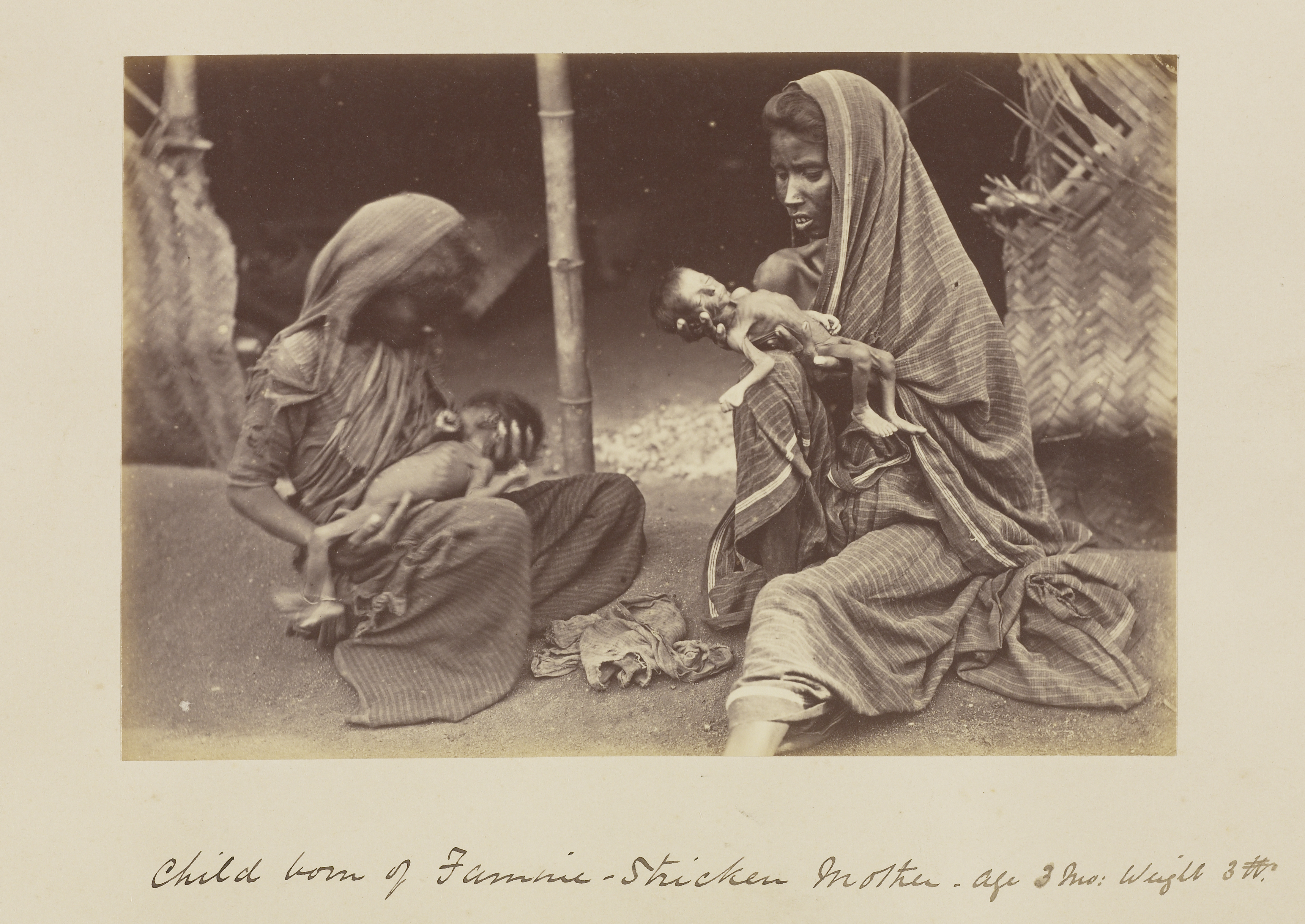
Neugeborene während der Hungersnot. Madras, 1877

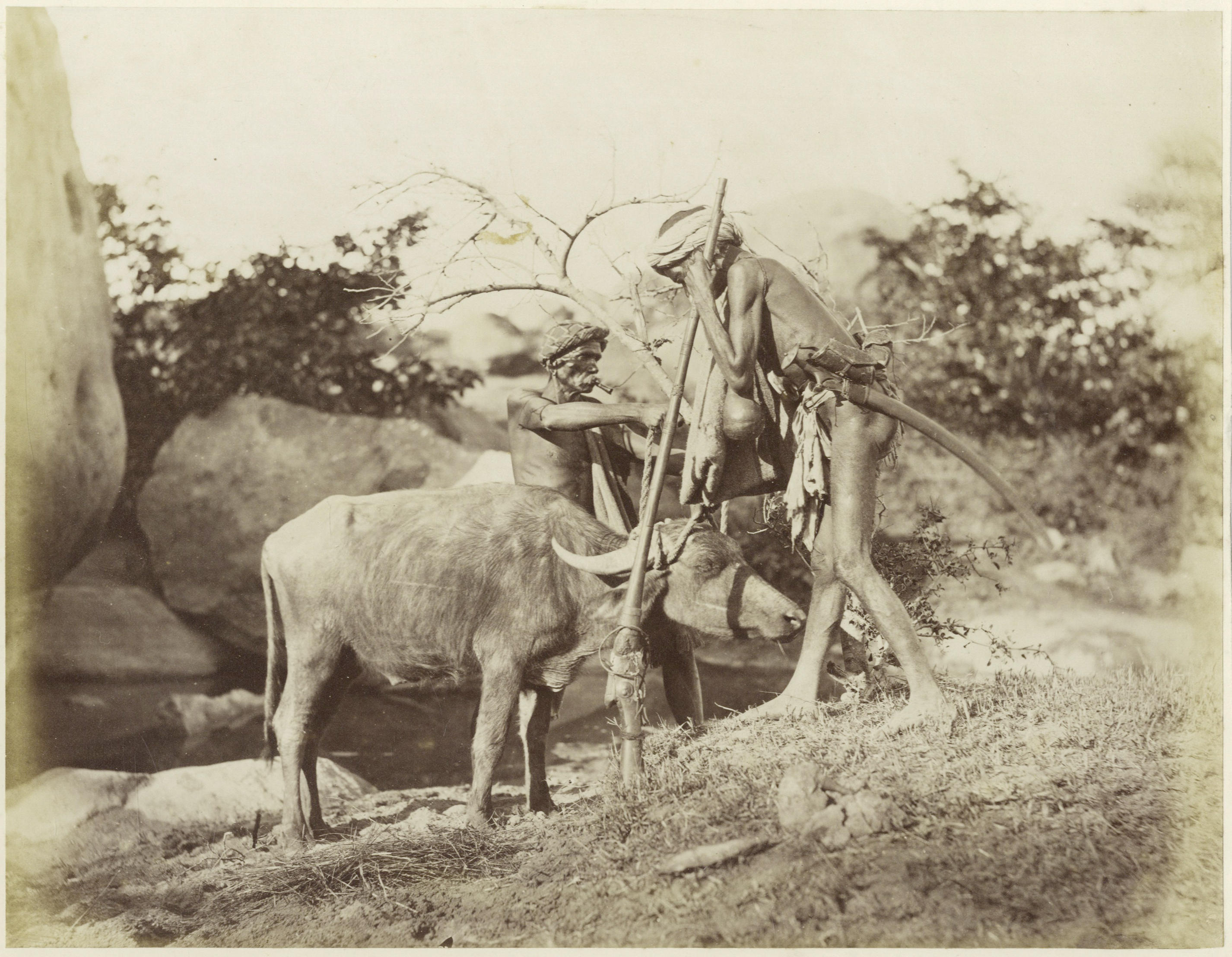
Ein Wasserbüffel wird als Fraß für einen Tiger festgebunden. 1875

## Leben
Willoughby Wallace Hooper war der Sohn von Thomas und Maria Hooper aus Brixton. Am 19. Mai 1837 wurde er in der St. Mark’s Kirche in Kennington getauft. Nach der Schule in Ramsgate trat er 1853 eine Stelle als Sekretär im East India House an. 1858 wurde er in die leichte Kavallerie nach Indien einberufen, stieg 1859 zum Leutnant, 1884 schließlich zum Oberstleutnant auf. 1896 ging er in den Ruhestand und starb unverheiratet 1912 im südwestenglischen Devon.

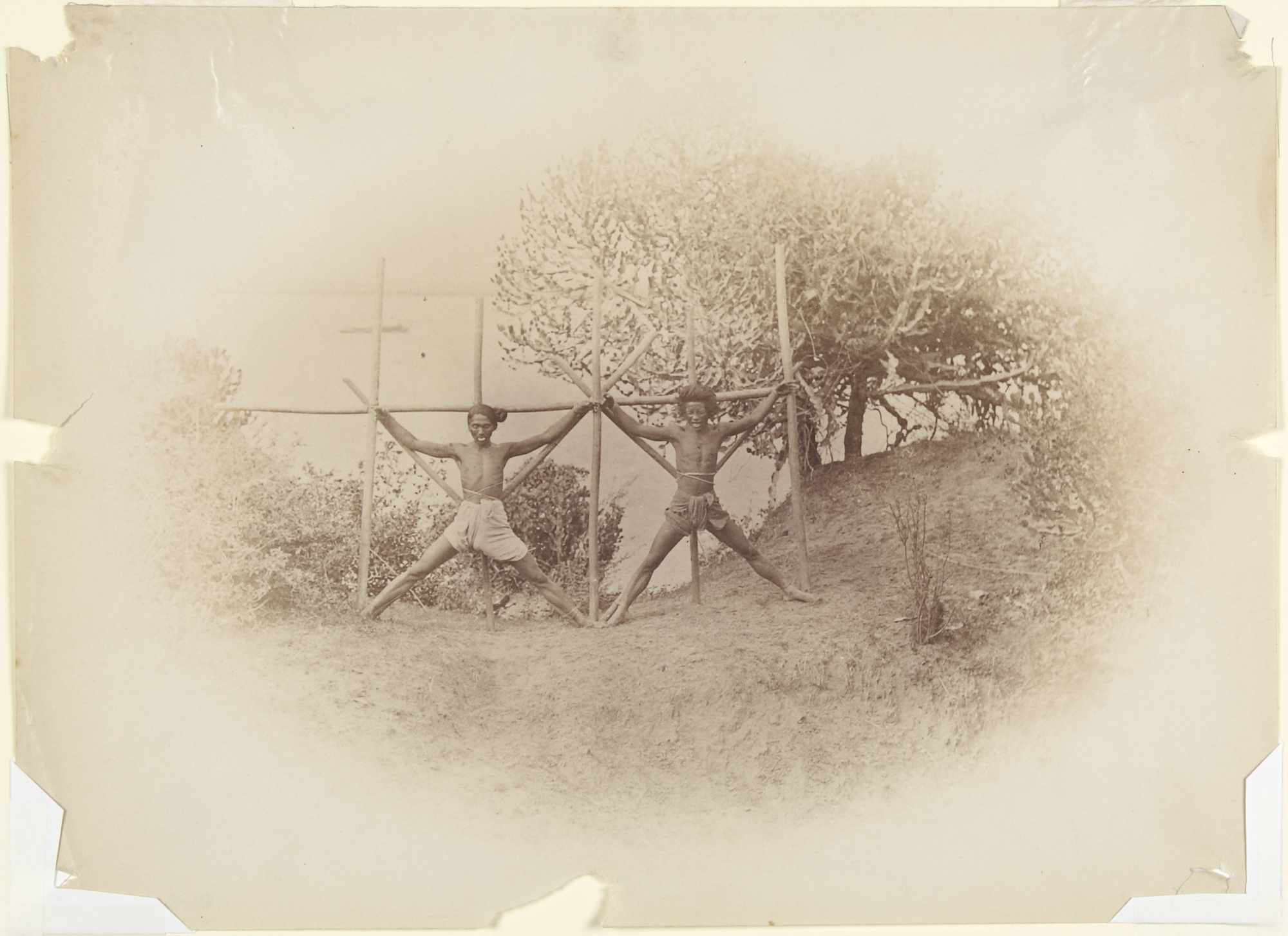
Burmesische Gefangene unmittelbar vor der Erschießung; 1880er Jahre

Als Amateurfotograf hatte Hooper bereits beim Dienstantritt seine Kamera dabei. Die Leitung der 7. Madras Kavallerie, zu der er gehörte, wurde frühzeitig auf sein Talent aufmerksam und stellte ihn vom militärischen Dienst frei. Auch der Generalgouverneur und Vize-König von Britisch-Indien, Lord Canning, wusste Hoopers Fotografien zu schätzen. Ab da reiste Hooper mit der Truppe und wurde deren Militärfotograf. Ca. 1870 gründete er zusammen mit seinem Kollegen George Western die Firma Hooper and Western zur Vermarktung seiner Fotos. Ein großer Verkaufserfolg war die zwölfteilige Serie „Tiger Shooting“ einer Tigerjagd von ca. 1872. Trotzdem blieb Hooper beim Militär. Immer häufiger nahm er sich sozialer Themen an, etwa der Hungersnot um 1878 in Indien. Seine Perspektive war dabei stets die des Kolonialherren, der auf exotische, minderwertige Menschen herabblickt. Die englische Satirezeitschrift Punch zeigte eine Karikatur Hoopers mit den Verhungernden, mit dem Kommentar, er habe bei der Herstellung der „schönen“ Personenarrangements keinerlei Zuwendung zu den Elenden gezeigt.

## Das Hinrichtungsfoto von Mandalay
Mit der Technik höher empfindlicher Fotoplatten kam bei „WW Hooper“ der Wunsch auf, Vorgänge mit kurzen Belichtungszeiten aufzunehmen. Er nahm am 3. Burmesischen Krieg 1885–86 als Polizeioffizier (Provost Marshall) teil und erlebte den heftigen Widerstand der einheimischen Kämpfer. Es kam zu zahlreichen Hinrichtungen. Hooper sah die Ablichtung von Gefangenenerschießungen als geeignet, seine kurzen Belichtungszeiten auszureizen und ein bisher nicht dagewesenes Zeitdokument zu liefern. Nach eigener Schilderung wollte er die Gesichtszüge der Männer in der Sekunde darstellen, bevor die Kugeln sie trafen.
Sein Foto von der Hinrichtung aufständischer Burmesen Anfang 1886 in Mandalay sorgte für Aufregung in der Truppe, aber auch in politischen Kreisen Großbritanniens. Unter anderem kam es zu einer Anfrage im House of Commons am 23. Februar und zu einer militärischen Anhörung vor Ort am 19. März, wo Hooper unter anderem argumentierte, er sei in Zivilkleidung bei der Exekution gewesen. Der Vizekönig der indischen Kolonie Frederick Hamilton-Temple-Blackwood erhob schwere Vorwürfe gegen ihn.
Man warf ihm zwei voneinander getrennte Vergehen vor: Erstens habe er versucht, einen Gefangenen zu einem Geständnis zu bewegen, indem er ihm die Hinrichtung androhte. Zweitens – und viel öffentlichkeitswirksamer – habe sich Hooper mit den Schützen des Hinrichtungskommandos abgesprochen: Sie sollten eine kleine Verzögerung vor dem Kommando „Feuer!“ einziehen, damit er Zeit hatte, die Abdeckung von seinem Objektiv zu nehmen. Durch das Abnehmen und wieder Aufsetzen des Objektivdeckels steuerte man damals die Belichtungszeit. Bei der Anhörung dementierte Hooper alles und teilte diesen Standpunkt auch der Times mit:
„Die Kamera wurde in Stellung gebracht, bevor die Gefangenen an die Wand gestellt wurden. Sie trugen Augenbinden, konnten also nicht von der Kamera wissen. Die Worte des Kommandos waren keineswegs zeitlich so eingerichtet, dass sie der Belichtung der Platte genügten, denn diese geschah verzögerungsfrei. Die Worte des Kommandos ‚Ready! Present! Fire!‘ wurden vom leitenden Offizier präzise nach den Regeln für Erschießungskommandos gegeben, und keinerlei Verzögerung trat zwischen den Worten ‚Präsentieren!‘ und ‚Feuer‘ auf.“
Um die Bedeutung des Fotos für die Nachwelt herauszustellen, schloss Hooper mit den Worten:
„Es gab zuvor keinen Versuch, eine Hinrichtung fotografisch abzubilden.“
Der Korrespondent der Rangoon Gazette und der London Gazette hatte der Times einen Monat zuvor mitgeteilt, er sei Augenzeuge der Hinrichtung gewesen und habe eine Pause von mehreren Sekunden vor dem eigentlichen „Feuer!“-Kommando wahrgenommen, in der der „begeisterte Fotoamateur“ die Abdeckung von der Linse nahm.
In der militärischen Anhörung wurde Hoopers Schuld anerkannt. Die Konsequenz wäre eine Suspendierung vom Dienst gewesen; man beließ es aber wegen seiner „großen Verdienste“ als Offizier im Kolonialkrieg bei einer offiziellen Rüge und einer vorübergehenden Gehaltskürzung.
Eine Reihe seiner Fotografien sind in den Archiven des British Museums und des J. Paul Getty Museums online einsehbar.

## Bücher von und mit Willoughby Wallace Hooper
- The People of India: A Series of Photographic Illustrations, with Descriptive Letterpress, of the Races and Tribes of Hindustan. 8 Bände mit zahlreichen Fotografien Hoopers. London 1868–1875
- Burmah: a series of one hundred photographs. London 1887
- Lantern Readings illustrative of the Burmah Expeditionary Force and manners and customs of the Burmese. London; Derby 1887
- Lantern reading: Tiger shooting in India, London 1887